# Clairo
Claire Elizabeth Cottrill (Atlanta, 18 de agosto de 1998), mais conhecida pelo nome artístico Clairo, é uma cantora, compositora, multi-instrumentista e produtora musical estadunidense.

## Primeiros anos
Claire Cottrill nasceu e viveu por sete anos em Atlanta, Geórgia, morou outros três no estado de Washington, mudando-se depois para Carlisle, Massachusetts.

## Carreira
Clairo começou a postar músicas no Bandcamp enquanto estava no colegial antes de começar a postar covers e músicas, além de DJ mixes de rap no Soundcloud com o nome de Clairo/DJ Baby Benz. Ela também manteve um canal no YouTube, onde ela iria postar covers e curtas-metragens. Ela chamou a atenção em 2017, quando o vídeo de sua música "Pretty Girl" se tornou viral no YouTube. Em 1 de abril de 2018, Clairo anunciou que seu EP de estreia, intitulado Diary 001, estava terminado, e foi lançado em 25 de maio de 2018 pela gravadora Fader Label.

## Vida pessoal

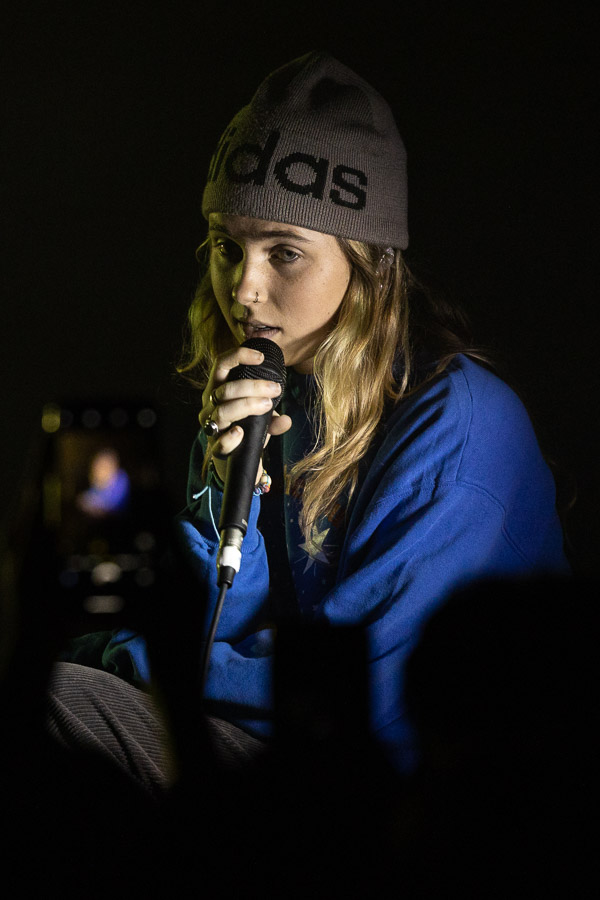
Clairo durante apresentação no Parkteatret, em dezembro de 2019

Em 2017, Cottrill começou seus estudos em Music Business na Universidade de Syracuse.
Cottrill foi diagnosticada com artrite idiopática juvenil aos 17 anos. Ela se declarou bissexual em 2018. Em entrevista, ela explicou que ter feito amigos abertamente gays na universidade foi o que lhe ajudou a assumir sua sexualidade.
Após o sucesso de "Pretty Girl", vários usuários em fóruns de internet acusaram Clairo de ser "cria da indústria" que conseguiu fama devido ao nepotismo de seu pai. Ela negou as acusações, chamando-as de sexistas. Jornalistas do The Guardian e The Ringer também opinaram que as conexões de seu pai com a indústria musical possivelmente facilitaram o início de carreira da cantora.

## Discografia

### Álbuns de estúdio
| Immunity                                                                                      | - Lançamento: 2 de agosto de 2019 - Gravadora: Fader - Formatos: CD, disco de vinil, download digital, streaming                                   | 51 | 4 | 3 | 9 | 73 | 79 | - EUA: 12,500 (na estreia) |
| Sling                                                                                         | - Lançamento: 16 de julho de 2021 - Gravadora: Fader, Polydor e Republic - Formatos: CD, disco de vinil, fita cassete, download digital, streaming | —  | — | — | — | —  | —  | —                          |
| "—" indica que a gravação não foi incluída nas paradas ou não foi distribuída naquela região. | |    |   |   |   |    |    |                            |

## Prêmios e indicações
| Ano  | Organização         | Prêmio                    | Trabalho  | Resultado | Ref.          |
| ---- | ------------------- | ------------------------- | --------- | --------- | ------------- |
| 2018 | Boston Music Awards | Artista do Ano            | Clairo    | Indicado  | [ 26 ] [ 27 ] |
| 2018 | Boston Music Awards | Artista Pop do Ano        | Clairo    | Venceu    | [ 26 ] [ 27 ] |
| 2018 | Boston Music Awards | Álbum/EP do Ano           | Diary 001 | Indicado  | [ 26 ] [ 27 ] |
| 2019 | Boston Music Awards | Artista do Ano            | Clairo    | Indicado  | [ 28 ] [ 29 ] |
| 2019 | Boston Music Awards | Artista Pop do Ano        | Clairo    | Venceu    | [ 28 ] [ 29 ] |
| 2019 | Boston Music Awards | Álbum do Ano              | Immunity  | Venceu    | [ 28 ] [ 29 ] |
| 2019 | Boston Music Awards | Canção do Ano             | "Bags"    | Indicado  | [ 28 ] [ 29 ] |
| 2019 | BBC                 | Melhor Gravação do Ano    | "Bags"    | Quinto    | [ 30 ]        |
| 2020 | NME Awards          | Melhor Canção Mundial     | "Bags"    | Indicado  | [ 31 ]        |
| 2020 | NME Awards          | Artista Revelação Mundial | Clairo    | Venceu    | [ 31 ]        |

## Turnês
- Lazy Days Tour (2018)
- Fall Tour (2018)